# Christopher Loeak
Christopher J. Loeak (født 11. november 1952) er en marshallesisk politiker. Han var Marshalløernes præsident fra 2012 til 2016.
Loeak har studeret i USA, først ved Hawaii Pacific College og derefter retsvidenskab ved Gonzaga University i delstaten Washington. I 1985 gik han ind i politikken og blev valgt til Nitijela, parlamentet, fra valgkredsen Ailinglaplap. Han har været justitsminister, socialminister, undervisningsminister, minister for Ralik, samt minister uden portefølje. 
Ved det indirekte præsidentvalg i 2012 stillede Loeak op mod siddende præsident Jurelang Zedkaia. Begge er traditionelle høvdinge.